# Ludwig Scheewe
Ludwig Scheewe (* 25. November 1898 in Jassy, Rumänien; † 1948 im Speziallager Nr. 1 Mühlberg) war ein deutscher Kunsthistoriker.
Ludwig Scheewe war ein Sohn des Zeichners und späteren Kaufmanns Ludwig Scheewe und dessen Ehefrau Rosa Scheewe geb. Brančik. Er besuchte von 1905 bis 1916 die Schule in Leipzig und legte das Abitur an der Petrischule ab. 1916/1917 nahm er als Soldat am Ersten Weltkrieg teil. Von 1917 bis 1925 studierte er an der Universität Leipzig und an der Friedrich-Wilhelms-Universität zu Berlin Kunstgeschichte und wurde 1925 an der Universität Leipzig bei Hermann Beenken promoviert. Von 1923 (Band 16) bis 1937 (Band 31) war er Mitarbeiter der Redaktion des Allgemeinen Lexikons der Bildenden Künstler von der Antike bis zur Gegenwart in Leipzig.
Im Stadtgeschichtlichen Museum Leipzig werden zwei umfangreiche Typoskripte mit handschriftlichen Anmerkungen und Skizzen zur Architekturgeschichte Leipzigs (um 1945) sowie etwa 450 Fotografien einzelner Gebäude (1930–1935) Scheewes verwahrt.

## Schriften (Auswahl)
- Hubert und Jan van Eyck. Ihre literarische Würdigung bis ins 18. Jahrhundert. Nijhoff, Den Haag 1933. (online auf Delpher, abgerufen am 28. Februar 2019, ohne Lebenslauf; Pflichtexemplare der Dissertation in deutschen Universitätsbibliotheken mit Lebenslauf)
- Deutsches Wesen in der bildenden Kunst. Eichblatt-Verlag, Leipzig 1934.
- Der Graphiker Hanns Zethmeyer. In: Archiv für Buchgewerbe und Gebrauchsgraphik, 73. Jahrgang 1936, S. 171–186.
- Das künstlerische Gesicht des politischen Buches. In: Archiv für Buchgewerbe und Gebrauchsgraphik, 78. Jahrgang 1941, S. 377–385.